# CAE (Unternehmen)

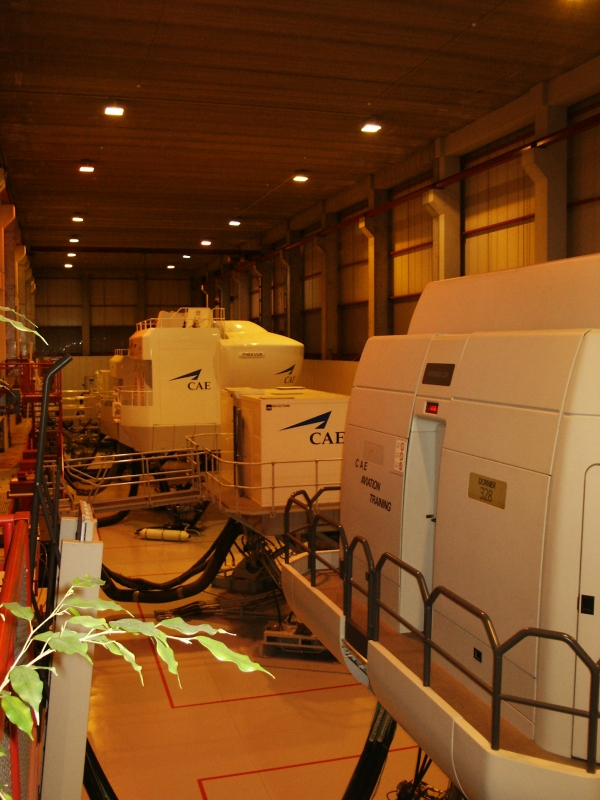
Mehrere Full flight Simulatoren im CAE Center in Brüssel

CAE Inc. (früher Canadian Aviation Electronics Inc.) zählt zu den weltweit größten und führenden Anbietern von Profi-Flugsimulatortechnologien. Das kanadische Unternehmen hat seinen Hauptsitz in Montreal, Québec, Kanada und beschäftigt rund 13000 Mitarbeiter weltweit. Neben der Entwicklung und dem Bau von Flugsimulatoren und der Entwicklung der Software verfügt das Unternehmen über ein Netzwerk an Ausbildungs- und Schulungszentren in 35 Ländern auf fünf Kontinenten. Das Unternehmen unterstützt Airlines bei der Pilotenausbildung im zivilen wie auch militärischen Bereich. Zu den Kunden gehören Flugzeughersteller, Airlines sowie das Militär.

## Geschichte
Das Unternehmen wurde 1947 von Ken Patrick, einem ausgeschiedenen Offizier der Royal Canadian Air Force gegründet. 1960 erhielt das Unternehmen den ersten Großauftrag von der kanadischen Regierung zum Bau von sechs F-104-Starfighter-Simulatoren für die kanadische Air Force. Mit dem F-104-Programm erhielt das Unternehmen erste Erfahrungen mit Radarlandvermessungssimulationen. In einem Zeitraum von fünf Jahren wurden 26 weitere Simulatoren von fünf NATO-verbündeten Ländern bestellt. 1970 erfolgte Druck auf die Airlines von Umweltverbänden u. a. wegen der Ölkrise. Dies führte dazu, dass sich die Airlines gezwungen sahen, das Flugpersonal besser an den Flugsimulatoren zu schulen, um zum einen die Umwelt zu schonen, zum anderen den Kerosinverbrauch zu senken und die auferlegten Grenzwerte der Länder einzuhalten. Im Laufe der achtziger Jahre erfolgte eine internationale Expansion des Unternehmens. Das Unternehmen exportierte seine Produktion zu 85 % in andere Länder. In den 1990er Jahren entwickelte sich das Unternehmen zum führenden Entwickler und Hersteller für Full-Flight-Simulatoren für den zivilen Flugverkehr sowie für Flugausbildung, Visuelle Systeme, Computerbasierte Trainern und assistierte Trainingssysteme. 2000–2010 stärkte das Unternehmen seine internationale Expansion.

## Produkte und Dienstleistungen

### Flugzeugsimulatoren
CAE verkaufte bisher mehr als 900 Simulatoren sowie Ausbildungssysteme an mehr als 100 Airlines, Flugzeughersteller sowie andere und militärische Ausbildungseinrichtungen. Das Unternehmen vertreibt darüber hinaus Software für den Luftfahrt und Ausbildungsbereich an diverse Unternehmen und führt auch spezielle Simulationen für diese durch. 

### Pilotenausbildung
CAE verfügt über Ausbildungseinrichtungen mit über 115 Full-flight-Simulatoren in mehr als 24 Ausbildungsstätten, auf denen rund 3500 Airlines, Luftfahrzeugführer sowie Hersteller weltweit ausgebildet werden. In den USA ist CAE einer der größten Ausbildungseinrichtungen für nicht airlinebasierte Unternehmen. Darunter fallen vor allem Charter- und Frachtunternehmen, die ihre Piloten bei CAE ausbilden lassen. Im Dezember 2001 übernahm CAE die Simuflite Training Centers in Dallas, Texas und in Morristown, New Jersey, die heute als CAE SimuFlite bekannt sind. Die Schulungseinrichtung in Dallas, die sich am Dallas/Fort Worth International Airport befindet, ist die größte Business-Aviation-Ausbildungseinrichtung weltweit. Auf rund 39.600 m² stehen 34 Flugsimulatoren zur Verfügung. Es werden an dem Standort rund 450 Mitarbeiter beschäftigt. Auch die Oxford Aviation Academy, die größte Einrichtung Europas, gehört zu CAE.
CAE bildet rund 75.000 Menschen Flugpersonal jedes Jahr auf seinen 29 zivilen und militärischen Ausbildungszentren weltweit aus.

### Produkte
Für die zivile Luftfahrt hat das Unternehmen aktuell u. a. folgende Simulatoren/Schulungsmaterialien im Angebot:
- CAE 7000 Series full-flight Simulator
- CAE 5000 Series full-flight Simulator
- CAE 3000 Series Helikopter Mission Simulator
- CAE Simfinity™
- CAE Instructor Tools
- CAE True Airport
- CAE True Electric Motion System
- CAE True Environment
- CAE Visual Solutions

Mit diesen Simulatoren können alle gängigen Flugzeugmuster simuliert und zu Ausbildungszwecken eingesetzt werden. Des Weiteren kommen dazu spezielle Muster für den militärischen Bereich. 
- CAE Items